# El coleccionista de cadáveres
El coleccionista de cadáveres è un film del 1971 diretto da Edward Mann e Santos Alcocer.

## Trama
Con l'aiuto della moglie, un anziano scultore cieco commette omicidi per utilizzare i cadaveri come stampi per le sue sculture. Un giornalista sarà incaricato di indagare sul caso.

## Produzione
Il film venne girato in Spagna nel 1967, ma uscì nei cinema solo dopo la morte di Boris Karloff nel 1971. Nella pellicola Karloff interpreta uno scultore cieco, Franz Badulescu, che utilizza delle ossa umane per creare le sue opere d'arte.